# I crociati in Europa
I crociati in Europa è un romanzo dello scrittore tedesco Stefan Heym, pubblicato negli Stati Uniti (in inglese) nel 1948 con il titolo The Crusaders.

## Trama
Il romanzo racconta la vicenda di un gruppo di personaggi, per lo più statunitensi, ma anche tedeschi, dallo sbarco di Normandia del 1944 all'occupazione americana della regione della Ruhr del 1945, quindi durante le fasi finali della seconda guerra mondiale. Il titolo del romanzo allude a una questione fondamentale: la seconda guerra mondiale è una nobile crociata per sconfiggere il male costituito dal nazifascismo e liberare l'Europa, o è semplicemente una guerra di conquista come tante altre prima, che sottometterà il mondo alla nuova potenza mondiale, gli Stati Uniti? Di fronte a questa domanda, i personaggi del romanzo hanno diversi atteggiamenti, dagli idealisti come Bing e Yates ai cinici opportunisti come Willoughby e Loomis. Il romanzo, scritto da un autore nato e cresciuto in Germania ma emigrato negli Stati Uniti perché ebreo (il padre di Heym si suicidò nel 1935 per via delle persecuzioni naziste, il resto della sua famiglia fu sterminato nei campi di concentramento nazisti) riesce a presentare la guerra da diverse prospettive, facendo vedere come in ogni paese, al di là dei facili stereotipi, ci siano diversi atteggiamenti. Heym racconta la vicenda con una considerevole abilità, e riesce a mettere in luce i dilemmi morali e politici che si trovavano di fronte gli americani venuti a "liberare" il continente, presi tra i loro ideali e la complessa realtà della Germania sconfitta. Interessante è anche la capacità di Heym di impadronirsi della lingua inglese, e di saperne usare abilmente le forme colloquiali e gergali, facendo parlare i suoi personaggi statunitensi in modo assolutamente convincente. L'uso di un inglese semplice, immediato e "da strada" avvicina Heym agli altri scrittori americani del secondo dopoguerra, come Norman Mailer.